# Олена Грозовська
Олена Грозовська (нар. 1973 р. Київ, Українська РСР) — українська художниця, ілюстраторка книг, мистецтвознавиця, кураторка мистецьких проектів, співачка. Засновниця та солістка етноджазових гуртів «Сонцекльош» (з 2005 р. по 2012 р.) та «GrozovSka band» (з 2012 р.). Засновниця журналу «Антиквар»[джерело?].

## Життєпис
Олена Грозовська народилася в Києві 1973 р.[джерело?] Навчалася в Національній Академії Образотворчого Мистецтва I Архітектури на факультеті теорії та історія мистецтва [джерело?].

## Мистецька діяльність
Олена Грозовська — кураторка багатьох мистецьких виставок серед яких «Феміна. Метаморфози» (2007) в "Національному музеї «Київська картинна галерея», «Лабіринти Аксініна» (2017) [джерело?]в «Національному художньому музеї України» (співкураторка Оксана Баршинова), «Я+GOD=А» (2020) в «Національному художньому музеї України» (співкураторка Тетяна Жмурко).
2005 року спільно з фольклористкою Марією Кудрявцевою (зараз солістка Balaklava Blues) заснувала гурт «Сонцекльош», в якому співала до 2012 року[джерело?]. Після того частина гурту відокремилася у новий колектив «GrozovSka band».